# Юдинская (Харовский район)
Юдинская — деревня в Харовском районе Вологодской области.
Входит в состав Разинского сельского поселения, с точки зрения административно-территориального деления — в Разинский сельсовет.
Расстояние по автодороге до районного центра Харовска — 37,5 км, до центра муниципального образования Горы — 2,5 км. Ближайшие населённые пункты — Пундуга, Гора, Федяково, Пауниха, Есиповская.
По переписи 2002 года население — 8 человек.